# Northwest Division (NBA)
Northwest Division este una dintre cele trei divizii din Conferința de Vest a National Basketball Association (NBA). Divizia este formată din cinci echipe: Denver Nuggets, Minnesota Timberwolves, Oklahoma City Thunder, Portland Trail Blazers și Utah Jazz.
Divizia a fost creată la începutul sezonului 2004-2005, când liga s-a extins de la 29 la 30 de echipe cu adăugarea Charlotte Bobcats. Liga s-a reîmpărțit în trei divizii în fiecare conferință. Northwest Division a început cu cinci membri inaugurali: Nuggets, Timberwolves, Trail Blazers, Seattle SuperSonics și Jazz. [1] [2] Trail Blazers și SuperSonics s-au alăturat din Pacific Division, în timp ce Nuggets, Timberwolves și Jazz s-au alăturat din acum dispăruta Midwest Division.
Cel mai recent campion al diviziei este Denver Nuggets, după ce a câștigat cel de al patrulea titlu al diviziei NBA sezonul 2018-2019. Franciza SuperSonics-Thunder a câștigat cele mai multe titluri din Northwest Division, de șase ori, în timp ce Nuggets a câștigat patru, Jazz a câștigat trei, Trail Blazers a câștigat două, iar Timberwolves nu a câștigat niciodată titlul aceste divizii. În sezonul 2009-2010, toate cele patru echipe care s-au calificat în playoff au obținut fiecare peste 50 de victorii, iar în 2018-19 toate cele patru echipe care s-au calificat în playoff au avut cel puțin 49 de victorii.

## Echipe
| Echipă                                                               | Oraș                                        | An           | Din              |
| Echipă                                                               | Oraș                                        | S-a alăturat | S-a alăturat     |
| -------------------------------------------------------------------- | ------------------------------------------- | ------------ | ---------------- |
| Denver Nuggets                                                       | Denver, Colorado                            | 2004-2005    | Midwest Division |
| Minnesota Timberwolves                                               | Minneapolis, Minnesota                      | 2004-2005    | Midwest Division |
| Oklahoma City Thunder (2008–prezent) Seattle SuperSonics (1967–2007) | Oklahoma City, Oklahoma Seattle, Washington | 2004-2005    | Pacific Division |
| Portland Trail Blazers                                               | Portland, Oregon                            | 2004-2005    | Pacific Division |
| Utah Jazz                                                            | Salt Lake City, Utah                        | 2004-2005    | Midwest Division |

## Campioanele diviziei
| ^ | A avut sau a egalat cel mai bun palmares în sezonul regulat pentru acel sezon |

| Sezon        | Echipă                 | Palmares      | Rezultat play-off                    |
| ------------ | ---------------------- | ------------- | ------------------------------------ |
| 2004-2005    | Seattle SuperSonics    | 52–30 (63,4%) | Învinsă în Semfinalele pe conferință |
| 2005-2006    | Denver Nuggets         | 44–38 (53,7%) | Învinsă în primul tur                |
| 2006-2007    | Utah Jazz              | 51–31 (62,2%) | Învinsă în Finala pe conferință      |
| 2007-2008    | Utah Jazz              | 54–28 (65,9%) | Învinsă în Semfinalele pe conferință |
| 2008-2009    | Denver Nuggets         | 54–28 (65,9%) | Învinsă în Finala pe conferință      |
| 2009-2010    | Denver Nuggets         | 53–29 (64,6%) | Învinsă în primul tur                |
| 2010-2011    | Oklahoma City Thunder  | 55–27 (67,1%) | Învinsă în Finala pe conferință      |
| 2011-2012[a] | Oklahoma City Thunder  | 47–19 (71,2)  | Învinsă în Finala NBA                |
| 2012-2013    | Oklahoma City Thunder  | 60–22 (73,2%) | Învinsă în Semfinalele pe conferință |
| 2013-2014    | Oklahoma City Thunder  | 59–23 (72,0%) | Învinsă în Finala pe conferință      |
| 2014-2015    | Portland Trail Blazers | 51–31 (62,2%) | Învinsă în primul tur                |
| 2015-2016    | Oklahoma City Thunder  | 55–27 (67,1%) | Învinsă în Finala pe conferință      |
| 2016-2017    | Utah Jazz              | 51–31 (62,2%) | Învinsă în Semfinalele pe conferință |
| 2017-2018    | Portland Trail Blazers | 49–33 (59,8%) | Învinsă în primul tur                |
| 2018-2019    | Denver Nuggets         | 54–28 (65,9%) | Învinsă în Semfinalele pe conferință |
| 2019-2020    | Denver Nuggets         | 46–27 (63,0%) | Învinsă în Finala pe conferință      |